# Jonas Nay

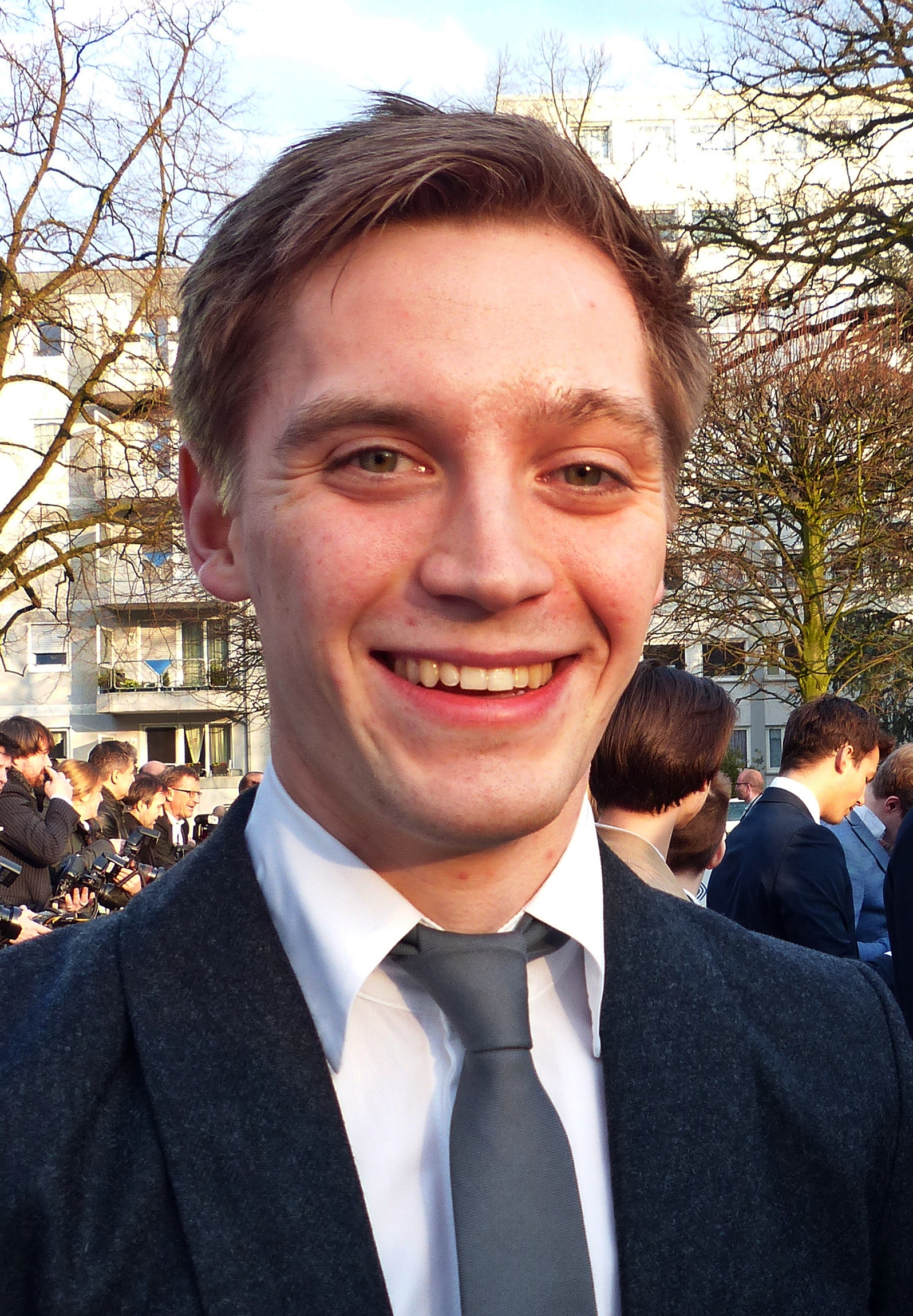
Jonas Nay (2016)

Jonas Nay (* 20. September 1990 in Lübeck) ist ein deutscher Schauspieler und Musiker. Seinen Durchbruch hatte er 2011 in Kilian Riedhofs Fernsehdrama Homevideo. Einem breiteren Publikum wurde er durch die RTL-Spionageserie Deutschland 83 bekannt.

## Leben

### Frühe Jahre und erste Rollen
Nay besuchte das Johanneum zu Lübeck, ein Gymnasium mit Musikzweig, in dessen Big-Band er auch spielte. Aufgrund seines Interesses am Theater bewarb er sich 2004 auf eine Zeitungsanzeige hin für ein Schauspieler-Casting. Dabei erhielt er eine Hauptrolle in der Kinder- und Jugendserie 4 gegen Z des NDR, in der Hollywood-Schauspieler Udo Kier einen Bösewicht spielte. In den ersten beiden Staffeln der Fernsehserie war Nay unter dem Pseudonym Jonas Friedebom als „Otti Sörensen“ zu sehen. In den darauffolgenden Jahren spielte er kleinere Rollen in mehreren Fernsehproduktionen der ARD und des ZDF.

### Film und Fernsehen
Nach dem Abitur wurde Nay von Regisseur Kilian Riedhof die Hauptrolle des 15-jährigen Jakob Moormann im Fernsehfilm Homevideo angetragen, die ihm zum Durchbruch als Schauspieler verhalf. Das Drama über einen Jugendlichen, der von seinen Mitschülern mit der Veröffentlichung eines Masturbationsvideos erpresst wird, wurde unter anderem mit dem Deutschen Fernsehpreis 2011 als bester Fernsehfilm ausgezeichnet. Nay erhielt den Förderpreis des Deutschen Fernsehpreises und den Grimme-Preis 2012. Es folgten weitere Hauptrollen in Fernsehfilmen. 2011 besetzte ihn Bodo Fürneisen neben Llewellyn Reichman in der Titelrolle im Märchenfilm Jorinde und Joringel. 2012 wirkte er im letzten Tatort des Hamburger Ermittlers Cenk Batu, Tatort: Die Ballade von Cenk und Valerie, als Sohn Kilian einer verstörten Serienkillerin mit, der von seiner Mutter im Affekt getötet wird. In Andreas Kleinerts TV-Psychodrama Die Frau von früher (2013), das auf dem gleichnamigen Theaterstück von Roland Schimmelpfennig basiert, spielte er Alex, den Filmsohn von Anna Loos und Devid Striesow. Für seine Rolle als Sohn eines Schizophrenen im 2013 gedrehten Kinofilm Hirngespinster erhielt er den Bayerischen Filmpreis 2013 als „Bester Nachwuchsdarsteller“.
2015 übernahm Nay im ZDF-Dreiteiler Tannbach – Schicksal eines Dorfes unter der Regie von Alexander Dierbach die Rolle des Friedrich Erler neben Nadja Uhl, Henriette Confurius und Ludwig Trepte. Einem breiteren Publikum bekannt wurde er im selben Jahr durch die Hauptrolle des Oberleutnants Martin Rauch, der von der Hauptverwaltung A (HVA) als Spion in die Bundeswehr eingeschleust wird, in der RTL-Spionageserie Deutschland 83. In den Jahren 2018 und 2019 folgten mit ihm als Hauptdarsteller die Fortsetzungen Deutschland 86 und Deutschland 89. In Florian Gottschicks Netflix-Filmproduktion Du Sie Er & Wir (2021), für den er auch mit David Grabowski komponierte, spielte er die Rolle des jungen Nils.
Im Jahr 2024 erschien die Miniserie The Tattooist of Auschwitz, in der Nay den SS-Rottenführer Stefan Baretzki verkörperte.

### Musik
Nay ließ sich zum Filmkomponisten ausbilden. Mit anderen Schülern des Johanneums gründete er die Band Concerted, in der er sang, Gitarre und Klavier spielte und für die er die Songtexte schrieb. Die Band wirkte an der Musik zu Stephan Ricks Film Unter Nachbarn mit. Im Januar 2013 entstand daraus die neue vierköpfige Formation Northern Lights. Seit September 2016 singt und spielt Nay in der Band Pudeldame, die sich deutschsprachiger Popmusik widmet.

## Filmografie

### Filme
- 2009: Morgen ist auch noch ein Tag (Kurzfilm)
- 2011: Homevideo (Fernsehfilm)
- 2011: Jorinde & Joringel (Fernsehfilm)
- 2012: Sechzehneichen (Fernsehfilm)
- 2013: Dear Courtney
- 2013: Die Frau von früher (Fernsehfilm)
- 2013: Tod an der Ostsee (Fernsehfilm)
- 2013: König von Deutschland
- 2013: Nichts mehr wie vorher (Fernsehfilm)
- 2014: Hirngespinster
- 2015, 2018: Tannbach – Schicksal eines Dorfes (Fernseh-Mehrteiler)
- 2014: Wir sind jung. Wir sind stark.
- 2015: Unser letzter Sommer (Letnie przesilenie)
- 2016: Schweigeminute (Fernsehfilm)
- 2017: Vadder, Kutter, Sohn (Fernsehfilm)
- 2019: Der Club der singenden Metzger (Fernseh-Zweiteiler)
- 2020: Persischstunden
- 2021: Du Sie Er & Wir (Netflix)
- 2022: Tausend Zeilen
- 2023: Weihnachtspäckchen ... haben alle zu tragen (Fernsehfilm)

### Fernsehserien und -reihen
- 2005–2006: 4 gegen Z (27 Folgen)
- 2007: Die Rettungsflieger (Folge Muttersorgen)
- 2007: Großstadtrevier (Folge Chefsache)
- 2008: Die Pfefferkörner (Folge Happy Slapping)
- 2009: Krimi.de (Folge Coco unter Verdacht)
- 2011: Notruf Hafenkante (Folge Freiwild)
- 2012: Tatort: Die Ballade von Cenk und Valerie
- 2012: Tatort: Todesschütze
- 2013: Letzte Spur Berlin (Folge Freundschaftsdienst)
- 2013: Der Kriminalist (Folge Bettelflug)
- 2015: Deutschland 83 (8 Folgen)
- 2018: Deutschland 86 (10 Folgen)
- 2021: Ein Hauch von Amerika  (6 Folgen)
- 2021: Legal Affairs (8 Folgen)
- 2020: Deutschland 89 (8 Folgen)
- 2023: Transatlantic (Fernsehserie)
- 2023: Intimate (4 Folgen)
- 2024: The Tattooist of Auschwitz (6 Folgen)
- 2024: Concordia – Tödliche Utopie (Fernsehserie)
- 2024: Die Discounter  (Fernsehserie)

## Nominierungen und Auszeichnungen

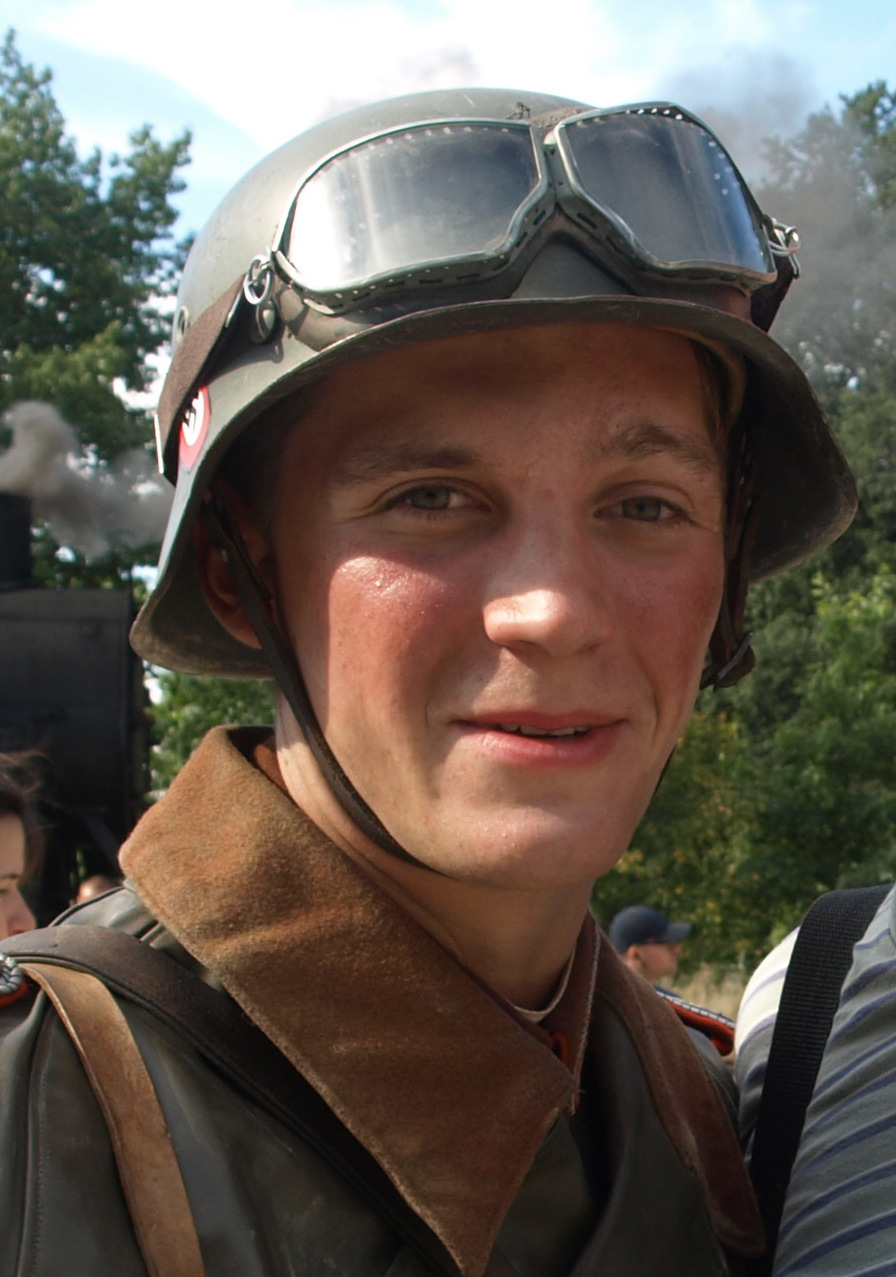
Jonas Nay (2013)

- 2005: world media festival - intermedia globe silver award für 4 gegen Z
- 2005: Nominierung Kinder Film- und Fernseh-Festival - Goldener Spatz für 4 gegen Z
- 2006: Emil für 4 gegen Z
- 2011: 3sat-Zuschauerpreis in der Kategorie bester Film für Homevideo
- 2011: Deutscher Fernsehpreis in der Kategorie bester Fernsehfilm für Homevideo
- 2011: Deutscher Fernsehpreis, Förderpreis für Homevideo
- 2012: Grimme-Preis in der Kategorie Wettbewerb Fiktion für Homevideo
- 2012: Bunte New Faces Award als bester Nachwuchsschauspieler für Homevideo
- 2012: Günter-Strack-Fernsehpreis in der Kategorie bester Nachwuchsdarsteller für Homevideo
- 2012: Seoul International Drama Awards - Golden Bird Prize als bester Schauspieler für Homevideo
- 2012: Seoul International Drama Awards - Golden Bird Prize in der Kategorie bester TV-Film für Homevideo
- 2012: Goldene Rose in der Kategorie TV Movie für Homevideo
- 2012: Magnolia Award in Gold als bester TV-Spielfilm für Homevideo
- 2013: Fernsehfilmpreis der Deutschen Akademie der Künste für Die Frau von früher
- 2013: Nominierung für den Grimme-Preis im Wettbewerb Fiktion für Sechzehneichen
- 2013: Nominierung für den Förderpreis Neues Deutsches Kino in der Kategorie bester Nachwuchsschauspieler für König von Deutschland
- 2014: Bayerischer Filmpreis 2013 als Bester Nachwuchsdarsteller für Hirngespinster
- 2014: Nominierung für den Förderpreis Neues Deutsches Kino in der Kategorie bester Nachwuchsschauspieler für Hirngespinster
- 2015: Nominierung für Bambi - Bester Darsteller für Tannbach
- 2015: Nominierung für Bayerischer Fernsehpreis - Bester Schauspieler für Tannbach
- 2015: Nominierung für C21 Media´s International Drama Award in der Kategorie best male performance für Deutschland 83
- 2015: Nominierung Deutscher Filmpreis in der Kategorie programmfüllender Spielfilm Wir sind jung. Wir sind stark.
- 2016: Deutscher Fernsehpreis, Bester Schauspieler für Deutschland 83 und Tannbach – Schicksal eines Dorfes
- 2016: Goldene Kamera, in der Kategorie Beste Serie/Bester Mehrteiler für Deutschland 83
- 2016: Nominierung für Goldene Kamera, in der Kategorie Bester deutscher Schauspieler, Auszeichnung Beste Serie/Miniserie Deutschland für Deutschland 83
- 2016: Festival de Télévision de Monte-Carlo, Goldene Nymphe als Bester Darsteller in einer Dramaserie für Deutschland 83[7]
- 2016: Nominierung für Preis der deutschen Filmkritik 2015 - Bester Darsteller für Wir sind jung. Wir sind stark. und Unser letzter Sommer
- 2016: Grimme-Preis für die Darstellung in Deutschland 83
- 2016: Grimme-Preis in der Kategorie Fiktion für Deutschland 83